# Cierlicko Dolne
Cierlicko Dolne (cz. Dolní Těrlicko, niem. Nieder Tierlitzko) – wieś i gmina katastralna w północnej części gminy Cierlicko, w powiecie Karwina, w kraju morawsko-śląskim, w Czechach. Powierzchnia 502,415 ha, w 2001 liczba mieszkańców wynosiła 407, zaś w 2012 odnotowano 438 adresów.

## Historia
Do podziału Cierlicka na część Dolną i Górną doszło w XVI wieku. W 1598 w źródłach pojawia się sformułowania na dolnim Tierliczku, a w 1613 na hornim Tierliczku.
Według austriackiego spisu ludności z 1910 Cierlicko Dolne miało 617 mieszkańców, z czego 611 (99%) było polsko-, a 6 (1%) niemieckojęzycznymi, 278 (45.1%) było katolikami a 339 (54,9%) ewangelikami.
W 1864 urodził się tutaj polski nauczyciel, działacz narodowy oraz pomolog - Józef Farny. 
W 1964 połączono Cierlicko Dolne i Cierlicko Górne w jedną gminę.